# Alessandro Orlando Graziano
Alessandro Orlando Graziano (Roma, 1976) è un cantautore italiano.

## Biografia
Nel 1999 incide per la Virgin Music Italy il singolo "Da due ore non ti amo più" e poi l'album "Nella valle della distrazione" (con il nome abbreviato di Alessandro Graziano).
Nel 2002 co-produce l'album "Clonazioni - Tutti pazzi per Rettore" (Edel). Inizia poi una collaborazione con Diana Tejera, già leader dei Plastico, e con lei scrive dei testi dell'album "Incontri Casuali" (Universo), presentato al Festival di Sanremo del 2002.
Nel 2003 riceve il Premio Fabrizio De André (nella sua prima edizione).
Nel 2006 esce online "Old Europe", suo secondo album. Nel 2007 è ideatore e produttore di "Aeroplani ed angeli", ultimo album di Carla Boni, interpretando in duetto con lei anche alcuni brani.
Nel 2009 scrive la canzone "Soubrette" per Gennaro Cosmo Parlato, contenuta nell'omonimo album (Carosello Records).
Nel 2010 è coautore di alcuni brani dell'album "La mia versione" di Diana Tejera, e sempre con lei è autore di "Sfumatura" per Marco Fabi, dall'album "Rumore amore". Partecipa poi con "Ti amo gratis" alla compilation curata da Gianni Maroccolo intitolata "Debut" (Alabianca); della canzone realizza personalmente anche il videoclip con disegni animati. Successivamente viene pubblicata "La leva cantautorale degli anni zero" (Alabianca), compilation sostenuta dal Club Tenco che contiene l'inedito "Aiutami ad innamorarmi di te".
Nel 2011 scrive la canzone "Bye bye Wigmore Hall" per Lavinia Desideri, poi "Magnificat" con Gennaro Cosmo Parlato, contenuta nel suo album "Terra mia" (Carosello records). Sempre nel 2011 viene pubblicato "Aspettando la grandine" (Paradigma), album di inediti di Alessandro Orlando Graziano con la partecipazione di Alessandro Benvenuti e Carla Boni, ed un testo in musica di Piergiorgio Odifreddi.
Nel 2012 il trio Il Volo esegue la sua "Magnificat" in una serie di concerti in America Latina.
Nel 2014 Antonella Ruggiero coinvolge Alessandro Orlando Graziano in una collaborazione artistica svelata in anteprima al 64º Festival di Sanremo con la canzone "Da lontano": il testo del brano è scritto da Graziano con la stessa Ruggiero; gli altri autori sono Antonio Rossi e il produttore Roberto Colombo. Questa canzone anticipa l'album "l'impossibile è certo" (Libera Music/Bmg). Nel progetto anche un altro testo porta la firma di Graziano, "Il palpito di questa felicità", eseguita dal vivo in un duetto con Elio e le Storie Tese nella trasmissione Rai "Il Musichione".
Nello stesso anno produce "Guardami", brano in versione 45 giri. L'immagine di copertina è un'opera a tecnica mista dell'artista stesso.
Nell'ottobre 2015 esce l'album tributo ad Ivan Cattaneo dal titolo "Un tipo atipico", lavoro nel quale Graziano reinterpreta "Pomodori da Marte" (nel disco anche Garbo e la Banda Osiris) e successivamente "Onironautica", ultimo album dell'artista, scritto e prodotto interamente da lui, presente anche un testo di Tripoli, già coautore di alcuni brani di Giuni Russo.
Nel 2016 partecipa all'album dei Vidra intitolato "La fine delle comunicazioni" come coautore del brano "Cosa nasconde il cielo" ed in un cameo vocale.
Nel 2017 è direttore artistico della compilation "Roma Kaputt" contenente la sua "Guardami" e "La canzonettista di Donghi" interpretata da Lavinia Desideri, brano del quale Alessandro Orlando Graziano è coautore.
Nel 2018 esce “Voyages Extraordinaires” un doppio album contenente un live in studio e un lavoro di inediti con la partecipazione di Sandra Milo, Ivan Cattaneo, Antonella Lualdi, Antonella Interlenghi, Beatrice Sanjust, Attilio Fontana, H.E.R, Rosario Di Bella e Fabio Cinti.
Nel 2021 firma il brano King Kong per Vladimir Luxuria
Nello stesso anno esce una cover, interpretata da Graziano, di fiumi di parole in una versione acustica con l’arrangiamento del chitarrista Emanuele Bultrini, già musicista de La Batteria e dell'Orchestra di Piazza Vittorio. Il singolo precede l’uscita di altre due personali versioni di brani quali : una storia inventata registrata antecedentemente alla scomparsa di milva e figli delle stelle di  Alan Sorrenti.
I singoli sono l’anticipazione dell’album Scontate Libertà Occidentali LP contenente 9 cover ed un inedito.
Nel 2023 pubblica il suo primo libro fotografico intitolato "Temporal Coincidences" contenente il brano inedito "Coincoidenze Temporali".
Nel 2004, tra aprile e luglio vengono pubblicati mensilmente i cinque capitoli di un’opera di musica e video sperimentali su tutte le piattaforme digitali: L’allegoria dei cinque sensi, composta da cinque composizioni dedicate ai cinque sensi:  tatto, udito, olfatto, gusto, vista. Un lavoro svincolato dalla forma canzone con ospiti vari 

## Discografia

### Album da solista
- 1999 - Nella valle della distrazione
- 2006 - Old Europe
- 2011 - Aspettando la grandine
- 2015 - Onironautica
- 2018 - Voyages Extraordinaires
- 2021 - Scontate Libertà Occidentali

### Produttore o autore
- 2001 - Clonazioni - Tutti pazzi per Rettore (coproduttore ed interprete della prima cover di  "Splendido Splendente")
- 2008 - Carla Boni / Aeroplani ed Angeli
- 2009 - Gennaro Cosmo Parlato - Soubrette
- 2010 - Diana Tejera - L'artista, Sogno imperfetto
- 2010 . Marco Fabi - Sfumatura
- 2011 - Lavinia Desideri / Bye Bye Wigmore Hall
- 2012 - Gennaro Cosmo Parlato - Magnificat
- 2014 - Antonella Ruggiero - Da Lontano, Il Palpito di questa felicità
- 2016 - Vidra - Cosa Nasconde il cielo
- 2018 - Vladimir Luxuria - King Kong